# Bruzda Harrisona
Bruzda Harrisona – jeden z objawów zaawansowanej krzywicy, powstający na skutek rozmiękania kości w tej chorobie, polegający na wciągnięciu żeber w linii przyczepu przepony w postaci zauważalnej bruzdy. Został opisany przez Edwarda Harrisona w 1820 roku.